# Антиврачебный бунт
Антивраче́бный бунт (англ. Doctors' riot) — инцидент, произошедший в апреле 1788 года в Нью-Йорке, где незаконная закупка трупов из могил недавно умерших вызвала массовое выражение недовольства со стороны бедных жителей города, которое было нацелено, главным образом, на врачей и студентов-медиков.

## Предыстория
К концу Американской революции примерно пятую часть населения Нью-Йорка составляли чернокожие, большинство из которых были рабами. Их низкое социальное положение позволяло хоронить тела только за пределами города. Чаще всего их хоронили на нескольких участках от Бродвея до Сентер-стрит и от Чембер-стрит на север до Дуэйн-стрит, через дорогу от кладбища для бедных (в то время они назывались «Местом захоронения негров», сейчас они известны под названием «Национального памятника Африканского могильника»), часто с несколькими телами в могиле.
Оба кладбища находились недалеко от Колумбийского колледжа, в котором размещался единственный в городе медицинский факультет. Табу, связанные с надругательством над трупами, затрудняли сбор трупов для вскрытия и во время учёбы, и на протяжении 1700-х годов законом за вскрытие предусматривалась самая высшая мера наказания. Многие студенты и врачи эксгумировали тела с близлежащих кладбищ из-за социально маргинализированного статуса усопших. «Воскрешение», как называли похищение тел или ограбление могил, было самым дешёвым и надёжным способом заполучить останки недавно умерших, особенно зимой, когда тела разлагались медленнее.

## Бунт
В целях сохранности трупа во избежание его разложения, кражи совершались поспешно, часто в зимнее время. Зимой 1788 года количество трупов, эксгумируемых студентами, значительно увеличилось. Эксгумационная деятельность студентов-медиков и врачей была замечена группой вольноотпущенников, которые 3 февраля подали петицию в Общий совет с требованием прекращения осквернения кладбища. В петиции, в частности, утверждалось, что студенты выставляют плоть на съедение зверям и птицам. Петиция была проигнорирована, и не было предпринято никаких усилий, чтобы остановить нелицензированные эксгумации.
13 апреля 1788 года группа детей играла возле Нью-Йоркской больницы, где на третьем этаже с анатомическом кабинете врача Ричарда Бейли студент Джон Хикс препарировал руку. Студент из окна помахал детям ампутированной мёртвой рукой, выбросив её из окна и сказал мальчику, что эта рука принадлежит его матери, умершей накануне. Мальчик побежал домой и рассказал об этом своему отцу. Тот, эксгумировавший вследствие гроб своей жены и обнаруживший, что он пуст, собрал группу обеспокоенных граждан, которые прошли маршем к больнице и начали собираться вокруг здания. При надвигающейся толпе Хикс успел скрыться.

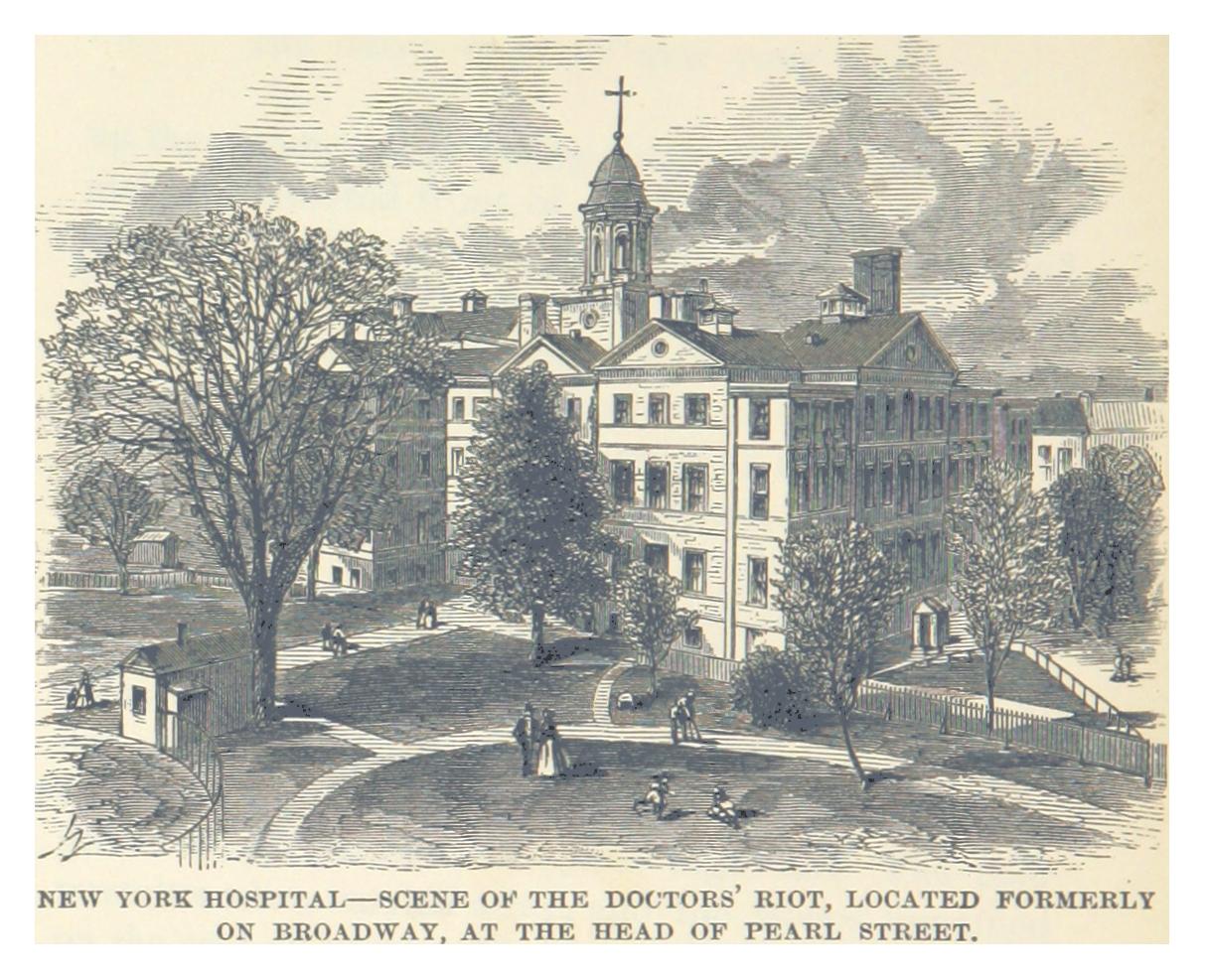
Здание Нью-Йоркской больницы.1882 год.

При прибытии толпа ворвалась в больницу, разгромив в лекционном зале анатомические образцы и восковые изображения. Затем, почувствовав зловоние из соседнего кабинета, проникла туда и обнаружила там несколько мёртвых тел с различными стадиями увечий:«одно из которых варилось в чайнике, два других были разрезаны» Люди вытащили помощника Ричарда Бейли Райта Поста и нескольких студентов-медиков на улицу, где мэр Нью-Йорка Джеймс Дуэйн, вмешавшись в ситуацию, приказал шерифу и судебным приставам препроводить их в тюрьму для защиты.
В то же время из толпы стали распространяться новости об ужасах, увиденных в больнице, благодаря чему численность недовольных увеличилась за счёт включения отдельных горожан и составила 2 000 человек. В результате организованных массовых беспорядков те немногие врачи, которые остались в Нью-Йорке, были вынуждены скрываться. Был арестован и Бейли для защиты, который письменно открестился от участия в делах «воскрешенцев». Основная группа бунтовщиков рыскала по Бродвею в поисках Джона Хикса, которого толпа считала главным виновником и хотела отрезать ему руки. Далее толпа двинулась к зданию Колумбийского колледжа, на ступеньках которого их вышел успокоить его попечитель Александр Гамильтон, но не обратив на него внимания она обыскала колледж. Был вызван Губернатор штата Нью-Йорк Джордж Клинтон, который напару с Дуэйном и генерал-майором Фридрихом Штойбеном начал собирать армию офицеров, к которой по мере формирования при соединились бригадный генерал Мэтью Кларксон и Министр иностранных дел США Джон Джей. Когда толпа собралась перед зданием суда и бросала камни, то сбила с ног Джея и коммодор Николсона. Для их отражения были вызваны ополченцы и кавалерия, вооружённая мушкетами. Бунт длился несколько дней, в ходе которого также было полностью разрушено здание городской тюрьмы, и прекратился, когда Губернатор штата Нью-Йорк Джордж Клинтон отправил ополчение патрулировать улицы, пока не будет обеспечена спокойная обстановка.
По уточнённым данным, в ходе противостояния погибло трое участников беспорядков и трое ополченцев; по приблизительным подсчётам погибло до 20 человек. Протестующими также были уничтожены все анатомические образцы больницы, включая восковые изображения.

## Последствия
Репутация нью-йоркских врачей много лет оставалась очень низкой, и хотя некоторые студенты (Джордж Скинни, Исаак Джано) предстали перед судом, Хикса среди них не было. Посмертное вскрытие считалось оскорблением достоинства мёртвых, и городские власти даже запретили использовать тела, брошенные в более суровых районах города. Год спустя, в январе 1789 года, был окончательно введён в действие закон, закрепляющий надлежащее обращение с трупами, с суровыми наказаниями для тех, кто его нарушал. Любой, кто его нарушал, ставился у позорного столба или подвергался публичной порке, штрафу или тюремному заключению. 
Однако, закон разрешал использовать тела казнённых преступников для вскрытия, «чтобы наука [не могла] пострадать из-за предотвращения вскрытия соответствующих предметов». «Воскрешенцы»-профессионалы, которые использовали хитрость и осмотрительность, были наняты на замену студентам и продолжали контролировать поставки трупов на протяжении нескольких поколений.
Чтобы воспрепятствовать дуэлям, Суд общей юрисдикции Массачусетса также ввёл вскрытие в качестве угрозы, постановив, что любой, кто умер в результате дуэли, будет приговорён к посмертному вскрытию и расчленению.